# 印度藤儿茶
印度藤儿茶为豆科儿茶属的植物，又叫羽叶金合欢、蛇藤、加力酸藤、南蛇簕藤，分布在非洲热带、亚洲以及中国大陆的福建、广东、云南等地，生长于海拔100米至2,500米的地区，一般生长在疏林中。